# William Bonnet
Ne doit pas être confondu avec William Bonet.
Pour les articles homonymes, voir Bonnet.
William Bonnet, né le 25 juin 1982 à Saint-Doulchard (Cher), est un coureur cycliste français. Professionnel entre 2005 et 2021, il compte quatre succès à son palmarès, dont une étape de Paris-Nice en 2010.

## Biographie
William Bonnet débute le cyclisme au Club cycliste vierzonnais en 1991, à l'âge de 9 ans. En parallèle, il s'essaie à plusieurs sports comme le tennis de table en 1993. 
De 1999 à 2004 et donc de 16 à 21 ans, il évolue vers des clubs plus structurés (ASPTT Tours, UC Châteauroux-Fenioux, CC Nogent-sur-Oise). 
Il débute chez les professionnels en 2005 chez Auber 93. Dès sa première saison, il remporte sa première victoire au sprint sur la première étape de Paris-Corrèze. Il se distingue également au sprint sur la Châteauroux Classic de l'Indre, qu'il termine à la 4e place. 
En 2006, il quitte Auber 93 pour l'équipe ProTour Crédit agricole. Cette année-là, il participe à son premier Tour d'Italie, et se distingue en septembre, en terminant 5e du Grand Prix de Fourmies puis 3e du Grand Prix de Wallonie. L'année suivante, il réalise ses premières performances sur les classiques du ProTour, terminant 20e de Milan-San Remo, puis 13e de la Vattenfall Cyclassics. Il participe également à son premier Tour de France, qu'il termine 108e. En 2008, Bonnet s'illustre à nouveau sur la Vattenfall Cyclassics, qu'il termine à la 7e place. Deux semaines plus tard, il remporte consécutivement ses deuxième et troisième victoires professionnelles, sur le Grand Prix de la Somme et le Grand Prix d'Isbergues, devançant chaque fois un petit groupe au sprint. 
En 2009, il quitte le Crédit agricole pour BBox Bouygues Telecom, à la suite du retrait du sponsor Crédit agricole, espérant en profiter pour avoir plus souvent sa chance sur les classiques. Après avoir couru le Tour de France, terminant quatre fois dans les 10 premiers, il obtient la 11e place de la Vattenfall Cyclassics, et la 14e au Grand Prix de Plouay. Enfin, pour son premier Tour d'Espagne, il échoue à la deuxième place des 16e et 17e étapes, derrière le sprinteur André Greipel, puis derrière son compatriote Anthony Roux, échappé. 
Il gagne à Limoges la deuxième étape du Paris-Nice 2010 avant de terminer dixième du Tour des Flandres, son premier Top 10 dans une classique monument. En août, son transfert dans l'équipe FDJ est annoncé. À la fin de la saison 2010, il est sélectionné par Laurent Jalabert pour participer à la course en ligne au championnat du monde à Melbourne, en Australie.
Bonnet, fiévreux et sous traitement médical d'antibiotiques, abandonne le Tour de France 2013 durant la dix-huitième étape.
Lors du Tour de France 2015, il chute durant la troisième étape et doit abandonner. Des examens médicaux montrent qu'il est atteint d'une fracture de la deuxième vertèbre cervicale qui nécessite une intervention chirurgicale.
Durant le Tour de France 2016, son contrat avec FDJ est étendu jusqu'en fin d'année 2018. Bonnet est sélectionné pour la course en ligne des championnats du monde 2016 disputés au Qatar. Il y accompagne son chef de file de FDJ Arnaud Démare. À la suite d'un coup de bordure initié par les équipes belge et britannique, il est le seul représentant français d'un groupe de 26 hommes se détachant en tête. Il se classe finalement 8e de la course remportée par Peter Sagan.
Au cours du premier semestre 2017 il participe au Tour d'Italie mais doit abandonner avant la fin de la course.
Il met un terme à sa carrière le 6 octobre 2021 à l'issue de Milan-Turin après 17 ans de carrière chez les professionnels.

## Palmarès sur route

### Palmarès amateur
| - 1999 - 3e du championnat de France du contre-la-montre juniors - 2000 - Champion de France du contre-la-montre juniors - 2002 - 3e du Grand Prix d'Automne | - 2003 - 3e du Tour de la Creuse - 3e du Tour du Canton de Châteaumeillant - 2004 - Paris-Mantes-en-Yvelines |  |

### Palmarès professionnel
| - 2005 - 1re étape de Paris-Corrèze - 2006 - 3e du Grand Prix de Wallonie - 2008 - Grand Prix de la Somme - Grand Prix d'Isbergues - 7e de la Vattenfall Cyclassics | - 2010 - 2e étape de Paris-Nice - 10e du Tour des Flandres - 2016 - 8e du championnat du monde sur route |  |

### Résultats sur les grands tours

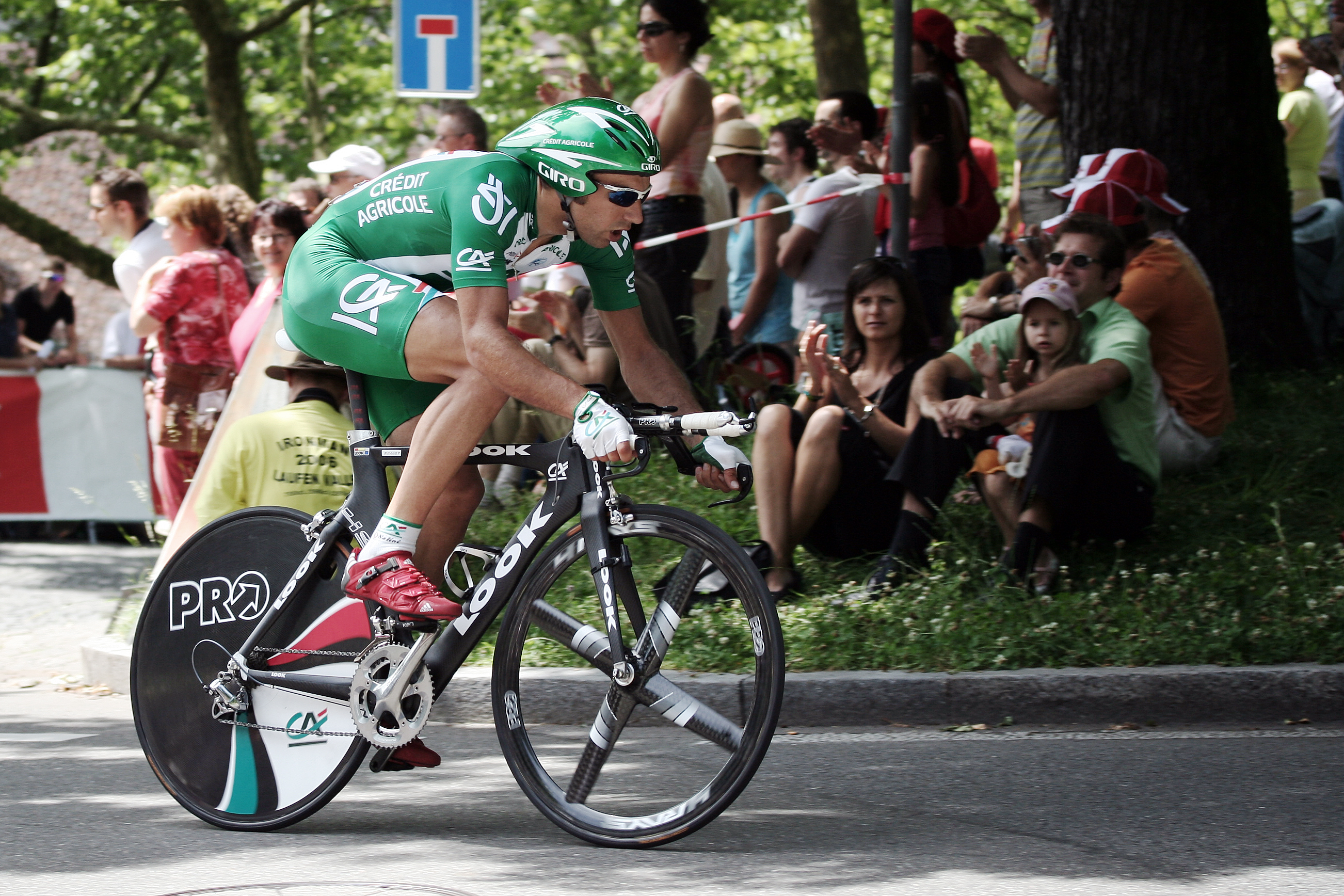
William Bonnet au Tour de Suisse 2007.

#### Tour de France
10 participations
- 2007 : 109e
- 2008 : 102e
- 2009 : 128e
- 2011 : hors délais (14e étape)
- 2013 : abandon (18e étape)
- 2014 : 158e
- 2015 : abandon (3e étape)
- 2016 : 127e
- 2019 : 143e
- 2020 : abandon (8e étape)

#### Tour d'Italie
5 participations
- 2006 : 111e
- 2010 : abandon (20e étape)
- 2012 : non-partant (12e étape)
- 2017 : non-partant (16e étape)
- 2018 : abandon (19e étape)

#### Tour d'Espagne
3 participations
- 2009 : 109e
- 2010 : 111e
- 2012 : 152e

### Classements mondiaux
| Année                                 | 2005 | 2006 | 2007 | 2008 | 2009 | 2010 | 2011 | 2012 | 2013 | 2014 | 2015 | 2016 | 2017  |
| ------------------------------------- | ---- | ---- | ---- | ---- | ---- | ---- | ---- | ---- | ---- | ---- | ---- | ---- | ----- |
| UCI ProTour                           | nc   | nc   | nc   | 85e  |      |      |      |      |      |      |      |      |       |
| Calendrier mondial                    |      |      |      |      | 133e | 161e |      |      |      |      |      |      |       |
| UCI World Tour                        |      |      |      |      |      |      |      | nc   | 200e | nc   | nc   | nc   | 426e  |
| Classement mondial                    |      |      |      |      |      |      |      |      |      |      |      | 489e | 2829e |
| UCI Europe Tour                       | 152e |      |      |      |      | 418e | 636e |      |      |      |      | nc   | nc    |
| UCI Asia Tour                         | nc   |      |      |      |      | nc   | nc   |      |      |      |      | 47e  | nc    |
|                                       |      |      |      |      |      |      |      |      |      |      |      |      |       |
| Légende : nc = non classéSource : UCI |      |      |      |      |      |      |      |      |      |      |      |      |       |

## Palmarès sur piste

### Championnats du monde juniors
- 2000
  -  Médaillé d'argent de la poursuite par équipes juniors[12]

### Championnats de France
- 1999
  -  Champion de France de poursuite juniors
- 2000
  -  Champion de France de poursuite juniors
  -  Champion de France de poursuite par équipes juniors (avec Olivier Basck, Nicolas Rousseau et Charly Carlier)